# Шер, Барбара
Барбара Шер (англ. Barbara Sher, 14 августа 1935 года — 10 мая 2020 года) — американская писательница, мотивационный спикер, автор семи книг о достижении целей.

## Биография
Барбара Шер родилась в Детройте, США. Она была не единственным ребёнком в семье: у неё есть братья, Артур и Кеннет. Родители, Сэмюэл Шер и Нетти Гинзбург, переехали в Лос-Анджелес, где открыли бар (уже взрослая Барбара какое-то время работала в этом баре).
Барбара Шер получила среднее образование в Alexander Hamilton High School (Лос-Анджелес), затем — степень бакалавра по специальности антропология в Калифорнийском университете в Беркли.
Состояла в браке с Шерманом Перлом, у них родилось двое сыновей, Дэниэл и Мэтью. Брак распался, после этого она жила одна с двумя детьми и работала официанткой.
В 1972 году основала «группу успеха», участники которой собирались, чтобы помочь друг другу достичь неких целей. После этого она стала выступать с лекциями и писать книги, а также появлялась на телевидении — в Шоу Опры Уинфри, The Today Show, «60 минут», на телеканале CNN и в выпусках передачи «Доброе утро, Америка».
В 1994 году Барбара Шер в книге «Отказываюсь выбирать!» изобрела термин «сканер», которым назвала человека со множеством интересов, не желающего останавливаться на одном из своих увлечений, хобби или работе.

## Признание
Её первая книга «Мечтать не вредно» переиздаётся с 1979 года и переведена на несколько языков. Всего было распродано более миллиона экземпляров.
Её третья книга — «О чём мечтать» — в 1994 году вошла в список бестселлеров по версии The New York Times.

### Книги, изданные на русском языке
- Барбара Шер, Энни Готтлиб. Мечтать не вредно. Как получить то, чего действительно хочешь = Wishcraft: How To Get What You Really Want. — М.: Манн, Иванов и Фербер, 2016. — 352 с. — ISBN 978-5-00057-154-5.
- Барбара Шер. О чем мечтать. Как понять, чего хочешь на самом деле, и как этого добиться = I Could Do Anything If I Only Knew What It Was. How to Discover What You Really Want and How to Get. — М.: Манн, Иванов и Фербер, 2015. — 384 с. — ISBN 978-5-00057-499-7.
- Барбара Шер. Лучше поздно, чем никогда. Как начать новую жизнь в любом возрасте = It’s Only Too Late If You Don’t Start Now: How to Create Your Second Life at Any Age. — М.: Манн, Иванов и Фербер, 2016. — 400 с. — (МИФ. Творчество). — ISBN 978-5-00100-032-7.
- Барбара Шер. Давно пора! Как превратить мечту в жизнь, а жизнь в мечту = Live the Life You Love In 10 Easy Step By Step Lessons. — Манн, Иванов и Фербер, 2017. — ISBN 978-5-00100-653-4.
- Барбара Шер. Работа твоей мечты. Как зарабатывать деньги, занимаясь любимым делом = Barbara Sher’s Idea Book: How to Do What You Love Without Starving to Death. — Манн, Иванов и Фербер, 2017. — ISBN 978-5-00100-403-5.
- Барбара Шер. Отказываюсь выбирать! Как использовать свои интересы, увлечения и хобби, чтобы построить жизнь и карьеру своей мечты = Refuse to Choose!: A Revolutionary Program for Doing Everything That You Love. — Манн, Иванов и Фербер, 2015. — ISBN 978-5-00057-726-4.